# 3107 Weaver
3107 Weaver è un asteroide della fascia principale. Scoperto nel 1981, presenta un'orbita caratterizzata da un semiasse maggiore pari a 2,2019954 UA e da un'eccentricità di 0,2079761, inclinata di 1,60030° rispetto all'eclittica.
L'asteroide è dedicato a Kenneth F. Weaver, editorialista scientifico della rivista National Geographic.